# Aleksandr Antonenko

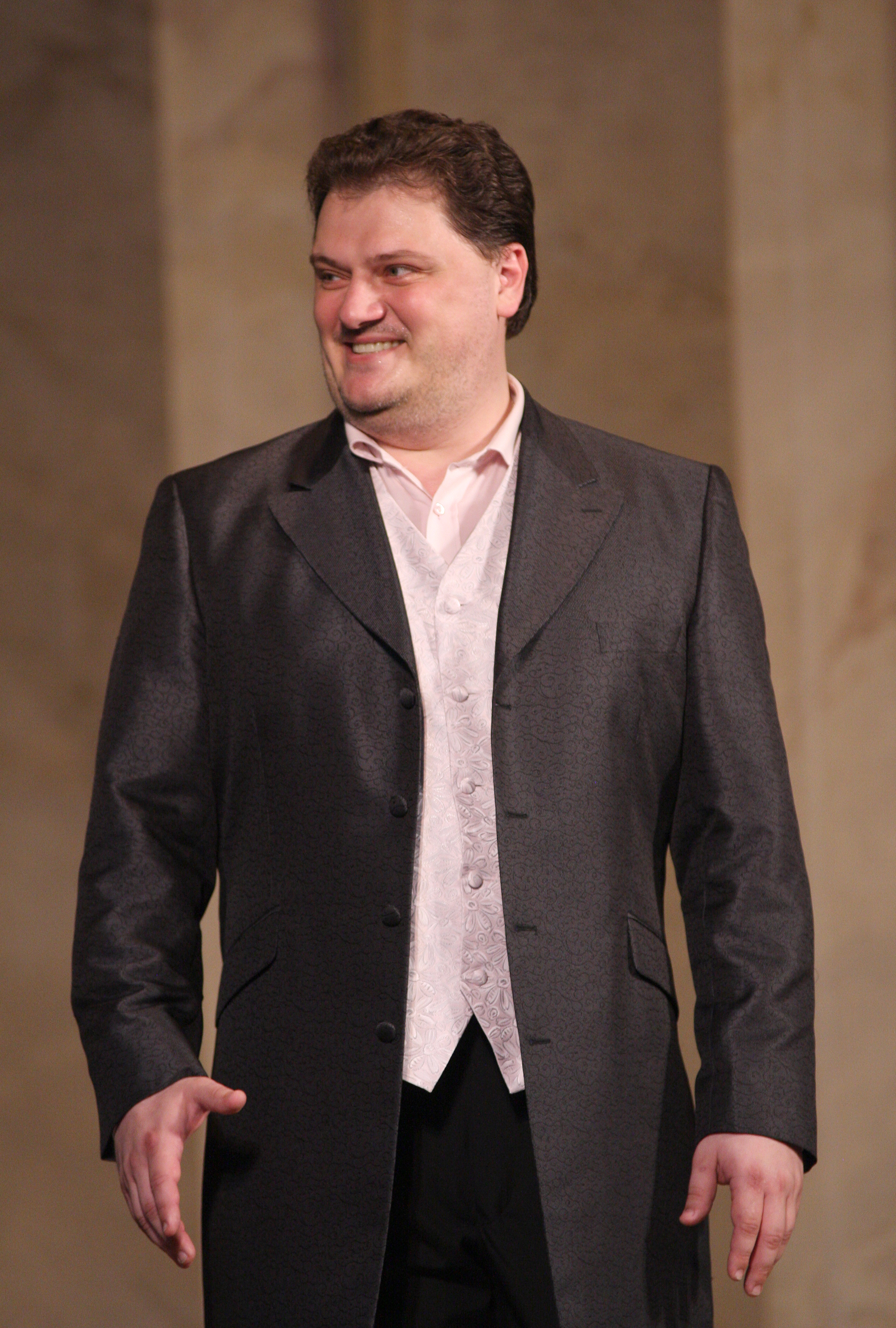
Aleksandrs Antoņenko (2014)

Aleksandrs Antoņenko (* 26. Juni 1975 in Riga) ist ein lettischer Opern- und Konzertsänger in der Stimmlage Tenor, der sich auf das dramatische Repertoire spezialisiert hat und internationale Beachtung als lyrischer Tenor gefunden hat.

## Jugend und Ausbildung
Aleksandrs Antoņenko wurde 1975 in Riga geboren und zeigte bereits in seiner Kindheit eine große Begabung für die Musik. Er studierte an der Lettischen Musikakademie Jāzeps Vītols in der Klasse für Blasinstrumente und begann parallel dazu Gesangsunterricht bei Margarita Gruzdeva zu nehmen, die auch weiterhin seine Gesangslehrerin und Mentorin blieb. Während seiner Studienzeit war er 1993 und 1996 Gewinner bei Wettbewerben für Nachwuchssänger. In der Klasse für Gesang der Musikakademie studierte er bei Arvīds Imants Luste. 1997 begann Antonenko im Chor der Lettische Nationaloper zu singen und 1998 machte er seinen Abschluss an der Musikakademie.

## Karriere

### Debüt
Aleksandrs Antoņenko hatte sein Solodebüt 1998 an der Lettischen Nationaloper in Riga in der Rolle des Oberto in Georg Friedrich Händels Oper Alcina. Danach sang er hier den Don Ottavio in Don Giovanni von Wolfgang Amadeus Mozart, den Rodolfo in La Bohème von Giacomo Puccini, den Alfredo in La traviata von Giuseppe Verdi, den Erik in Der fliegende Holländer von Richard Wagner, den Ismaele in Nabucco von Giuseppe Verdi, den Ferrando in Così fan tutte von Wolfgang Amadeus Mozart, den Lensky in Eugen Onegin von Pjotr Iljitsch Tschaikowski, den Don José in Carmen von Georges Bizet und den Mario Cavaradossi in Tosca von Giacomo Puccini.

### 2000 – 2009
2002 gewann Antonenko den Paul Saks-Preis und 2004 den Großen Lettischen Musikpreis für seinen Gesang in mehreren Opernproduktionen und Giuseppe Verdis Messa da Requiem. In der Opernsaison 2004–2005 war er in Düsseldorf in der Deutschen Oper am Rhein in der Rolle des Giuseppe Hagenbach aus der Oper La Wally von Alfredo Catalani zu hören. Sein Debüt in Frankreich gab er 2005 in der Rolle des Hermann in der Oper Pique Dame von Modest Iljitsch Tschaikowski am Grand Théâtre de Bordeaux. Im Januar 2006 sang er an der Lettischen Nationaloper zum ersten Mal den Sergej in der Oper Lady Macbeth von Mzensk von Dmitri Schostakowitsch. Die Rolle des Chevalier Renato Des Grieux in Manon Lescaut gab Antonenko 2006 an der Königlichen Oper in Stockholm, der Den Norske Opera & Ballett in Oslo und der Staatsoper in Wien. In der Spielzeit 2006–2007 spielte er den Don José in der Oper Carmen von Georges Bizet an der norwegischen Staatsoper, den Turiddu in der Oper Cavalleria rusticana von Pietro Mascagni an der Deutschen Oper Berlin und der Opéra de Monaco und den Mario Cavaradossi in der Oper Tosca von Giacomo Puccini bei den Festspielen Baden-Baden. Der Tenor hat auch den Gabriele Adorno in Simon Boccanegra von Giuseppe Verdi an der Oper Frankfurt und den Ismail in Nabucco von Giuseppe Verdi an der Bayerischen Staatsoper gegeben. In der Rolle des Otello in Giuseppe Verdis gleichnamiger Oper hatte Antoņenko sein Debüt bei den Salzburger Festspielen im Sommer 2008, dirigiert von Riccardo Muti. Anschließend sang er diese Rolle in Rom am Teatro dell’Opera di Roma. Antonenko debütierte 2009 auf der Bühne der Metropolitan Opera in New York als Prinz in Rusalka von Antonín Dvořák und sang hier gemeinsam mit Renée Fleming.

### 2010 – 2019
Im Jahr 2010 war Antonenko als Hermann in der Oper Pique Dame von Modest Iljitsch Tschaikowski und Verdis Otello an der Wiener Staatsoper zu hören, spielte die Rolle des Turiddu in Cavalleria rusticana in Valencia und den Prätendenten Grigori Otrepjew in einer Neuproduktion von Boris Godunov an der Metropolitan Opera. 2011 lud Riccardo Muti Antoņenko ein, den Otello an der Opéra Garnier in Paris zu spielen, begleitet vom Chicago Symphony Orchestra. Außerdem trat er in einer neuen Produktion von Il tabarro von Giacomo Puccini am Royal Opera House in London auf. Seine Zusammenarbeit mit der Königlichen Oper in Stockholm setzte in einer neuen Produktion von Puccinis La fanciulla del West fort, unter der Regie von Christof Loy. Zu den bemerkenswerten Auftritten im Jahr 2012 gehörten der Auftritt als Cavaradossi in Tosca von Giacomo Puccini am Teatro alla Scala in Mailand. Im selben Jahr war er in der Titelrolle von Giuseppe Verdis Otello am Royal Opera House in London zu hören. 2013 trat er in der Rolle des Radames in Verdis Aida am Opernhaus Zürich auf, danach als Manrico in Verdis Il trovatore an der Berliner Staatsoper Unter den Linden. Außerdem hat er an der Mailänder Scala in Puccinis Turandot als Calaf sowie in der Rolle von Ismaele in Giuseppe Verdis Oper Nabucco unter der Leitung von Nicola Luisotti gesungen. Im Jahr 2014 spielte er in Cavalleria rusticana und Pagliacci. Die Saison 2015/2016 der Metropolitan Opera in New York durfte er in der Titelrolle von Verdis Otello eröffnen. Die Produktion war in amerikanischen Opernkreisen wegen der Entscheidung der Met bemerkenswert, ihre Tradition des Blackface für die Rolle von Otello aufzugeben. Weitere Auftritte von Antonenko beinhalteten Norma von Vincenzo Bellini an der Bayerischen Staatsoper, Otello an Barcelonas Gran Teatre del Liceu und Zürichs Opernhaus und Pagliacci am Royal Opera House in London. Im August 2017 war er als Mario Cavaradossi in der Arena di Verona zu hören. Die weitere Saison 2017–2018 bestritt er an der Metropolitan Opera in New York als Calàf (Turandot), der Königlichen Oper in Stockholm als Mario Cavaradossi (Tosca) und an der Ungarischen Staatsoper in Budapest als Otello (Otello). Am 24. März 2018 gab Antoņenko zur Eröffnung der Osterfestspiele Salzburg den Mario Cavaradossi in Giacomo Puccinis Tosca an der Seite von Anja Harteros und Ludovic Tézier und gemeinsam mit der Sächsischen Staatskapelle Dresden unter Christian Thielemann. Weitere Tosca-Aufführungen führen ihn im April und Mai 2018 an die Semperoper in Dresden, die Wiener Staatsoper und an die Nationaloper Estonia in Tallinn. In der Opernsaison 2019–2020 sang Antonenko wieder an der Metropolitan Opera, hier gab er den Radames in Verdis Aida, an der Seite von Anna Netrebko, sang den Samson in der Oper Samson et Dalila von Camille Saint-Saëns an der Opéra de Monte Carlo und der Opera Națională București in Bukarest, den Hermann in Pique Dame am Royal Opera House und den Otello an der Wiener Staatsoper und der Opéra Bastille in Paris sowie den Mario Cavaradossi, ebenfalls an der Wiener Staatsoper.

### 2020 –
Für März und April 2020 geplante Auftritte des Künstlers als Otello am Opernhaus Zürich und für Juni 2020 als Calàf in Florenz in der Opera di Firenze mussten aufgrund der COVID-19-Pandemie abgesagt werden. 2021 war Aleksandrs Antoņenko bei Galakonzerten in Odessa und Moskau zu hören. 2022 folgten Auftritte in Riga (Pique Dame), in Athen (Otello) und in Moskau (La fanciulla del West). Die Engagements des Jahres 2023 führten ihn nach Helsinki (Turandot) und nach Riga (Adriana Lecouvreur).

## Repertoire (Auswahl)

### Opern
| Komponist                   | Oper                    | Rolle              |
| --------------------------- | ----------------------- | ------------------ |
| Vincenzo Bellini            | Norma                   | Pollione           |
| Georges Bizet               | Carmen                  | Don Jose           |
| Alfredo Catalani            | La Wally                | Giuseppe Hagenbach |
| Antonín Dvořák              | Rusalka                 | Der Prinz          |
| Pietro Mascagni             | Cavalliera Rusticana    | Turiddu            |
| Wolfgang Amadeus Mozart     | Don Giovanni            | Don Ottavio        |
| Wolfgang Amadeus Mozart     | Così fan tutte          | Ferrando           |
| Ruggero Leoncavallo         | Pagliacci               | Canio              |
| Giacomo Puccini             | Il Tabarro              | Luigi              |
| Giacomo Puccini             | La Bohème               | Rodolfo            |
| Giacomo Puccini             | La fanciulla del West   | Dick Johnson       |
| Giacomo Puccini             | Manon Lescaut           | Des Grieux         |
| Giacomo Puccini             | Tosca                   | Mario Cavaradossi  |
| Giacomo Puccini             | Turandot                | Calaf              |
| Camille Saint-Saëns         | Samson et Dalila        | Samson             |
| Dmitri Schostakowitsch      | Lady Macbeth von Mzensk | Sergej             |
| Pjotr Iljitsch Tschaikowski | Eugen Onegin            | Lensky             |
| Pjotr Iljitsch Tschaikowski | Pique Dame              | Hermann            |
| Giuseppe Verdi              | Aida                    | Radames            |
| Giuseppe Verdi              | La Traviata             | Alfredo            |
| Giuseppe Verdi              | Il Trovatore            | Manrico            |
| Giuseppe Verdi              | Nabucco                 | Ismaele            |
| Giuseppe Verdi              | Otello                  | Otello             |
| Richard Wagner              | Der fliegende Holländer | Erik               |

### Vokalwerke
| Komponist            | Werk             |
| -------------------- | ---------------- |
| Ludwig van Beethoven | Missa Solemnis   |
| Ludwig van Beethoven | 9. Sinfonie      |
| Giuseppe Verdi       | Messa da Requiem |

## Auszeichnungen (Auswahl)
- 2002: Gewinner des Paul Saks-Preises[6]
- 2004: Gewinner des Großen Lettischen Musikpreises[6]
- 2014: Grand Prix de la Culture[15]

## Diskografie
- Arias and Duets by Verdi, Puccini and Tchaikovsky: Dinara Alieva, Aleksandrs Antonenko, Kaunas City Symphony Orchestra unter Constantine Orbelian, Delos 2015[16]
- Puccini – Turandot: Nina Stemme, Aleksandrs Antonenko, Maria Agresta, Coro e Orchestra del Teatro Alla Scala unter Riccardo Chailly, Decca 2017[17]